# Manihot oaxacana
Manihot oaxacana är en törelväxtart som beskrevs av David James Rogers och Subramaniam Ganapthi Appan. Manihot oaxacana ingår i släktet Manihot och familjen törelväxter. Inga underarter finns listade i Catalogue of Life.